# Monika Njava
 (mai 2024).
 (mai 2024).
Si vous disposez d'ouvrages ou d'articles de référence ou si vous connaissez des sites web de qualité traitant du thème abordé ici, merci de compléter l'article en donnant les références utiles à sa vérifiabilité et en les liant à la section « Notes et références ».
Monique Rasoarinirina, alias Monique Njava, est une chanteuse d'origine malgache et fondatrice du groupe Njava. Elle est originaire du port de Morondava et a grandi dans une famille musicale de 15 enfants. À 14 ans, elle se produisait déjà avec ses frères. Son style de musique ne se limite pas à la musique traditionnelle des peuples Bara et Antandroy, mais inclut aussi la soul.

## Biographie
Monique Njava est l'initiatrice, en 1991, du groupe familial Njava, dont le nom a été choisi en mémoire de leur défunt père. Le groupe est basé en Belgique et Monique l'a fondé avec sa sœur Gabrielle “Lala Njava” Raharimahala (voix) et ses frères, Théogène "Dozzy" Randriamanpionana (guitare, marovany, voix), Patrick “Pata” Randriamanjava (batterie, voix) et Maximin “Max” Randriamanjava (basse, voix). Monika Njava développe une musique appelée “ethnotic groove”. Ce genre acoustique, soutenant des textes sur la maltraitance infantile, les enfants des rues, la corruption, la justice sociale, l’unité, la tolérance, l'espoir, le désespoir, l'amour et l'humour, est inspiré par des styles comme le “beko” des Antandroy et des Mahafaly, peuples du sud malgache,.

## Musique
Concernant la musique, c'est à 18 ans que Monika Njava s'installe à Tuléar et y crée son propre groupe. Le groupe se produit en ville et dans les villages avoisinants. Elle ouvre également un petit snack où se produisent des musiciens. L’endroit deviendra un véritable club, le Galeha Dance, dont on parle encore aujourd’hui à Tuléar.
Sa carrière prend son envol avec le succès fulgurant du single “Mausolée”. Ainsi, Monika devient une célébrité nationale. Malgré son succès, ce tube, qui critique l’argent et le pouvoir des élites, est interdit à la radio par le gouvernement. Cela n’empêche pas Monika de faire le tour de l’île. Elle devient la chanteuse malgache la plus connue dès lors, car cette chanson a touché le cœur de la population.
En 1991, elle s’installe à Bruxelles, en Belgique, et fonde le groupe Njava. Un grand changement se produit en 1992 lorsque Njava remporte le Prix Media du concours Découvertes RFI. S’ensuivent une tournée mondiale et de nombreux grands festivals (Belgique, Japon, Espagne, États-Unis, Mexique, Brésil). Le groupe participe également aux festivals Womad (Angleterre), Voice of Asia (Kazakhstan), Africolor et Les Transmusicales de Rennes (France), ainsi qu'au Festival de Montréal (Canada), et signe un contrat avec EMI Hemisphere.

## Prix
1992: Njava remporte le Prix Media du concours Découvertes RFI et honore la culture de leur pays.

## Discographie
| Titre        | Parution | Label          | Avec      | Nombre de pistes (durée) |
| Diavola      | 2018     | Anio records   | Toko Telo |                          |
| Toy Raha Toy | 2017     | Anio records   | Toko telo |                          |
| Island Jazz  | 2014     | Anio records   |           |                          |
| Haizina      | 2012     | Anio records   |           |                          |
| Source       | 2001     | EMI Hemisphere | Njava     |                          |
| Vetse        | 1999     | EMI Hemisphere | Njava     |                          |